# Johan Kriek
Johan Kriek (Pongola, 5 aprile 1958) è un ex tennista sudafricano naturalizzato statunitense.
Ha vinto due tornei del Grande Slam (Australian Open 1981 e 1982).